# يانيك بولوري
يانيك بولوري (بالفرنسية: Yannick Bolloré)‏ (ولد في 1 فبراير 1980) هو رئيس مجلس الإدارة والرئيس التنفيذي (CEO) لوكالة هافاس، وهي خامس أكبر شركة اتصالات عالمية، وهي شركة تابعة لمجموعة Bolloré Group ، الإمبراطورية التجارية لعائلته ، برئاسة والده فينسينت .

## حياة مهنية
بعد أن بدأ في شهادة الدراسات المعمقة DESS (وهي شهادة جامعية فرنسية) في الاتصالات السمعية والبصرية، أسس بولوريه في عام 2002 شركة إنتاج أفلام WY Productions ، تضم أفلامها Hell و Des vents contires و Amitiés honours ، جنبًا إلى جنب مع وسيم بيجي ، ابن شقيق المنتج الفرنسي التونسي طارق بن عمار.
تم تعيين يانيك بولوري نائبًا لرئيس هافاس في مارس 2011. في سبتمبر 2011 ، وقع صفقة لبيع الأعمال التلفزيونية لشركة Bolloré Média ، والتي أصبحت رقم 3 على مستوى فرنسا كقناة إذاعة وتلفزيون خاصة في فرنسا ، لمجموعة Canal + مقابل ما يقرب من 465 مليون يورو مقابل أسهم فيفاندي  مما جعل Bolloré Group أكبر مساهم في فيفاندي.
يانيك بولوريه هو مدير Bolloré Participations منذ عام 1998 ، و Bolloré منذ 2009 و وكالة هافاس منذ 2010. لقد كان عضوًا في نادي Le Siècle المؤثر.

## الحياة الشخصية
في يونيو 2006 ، تزوج من كلوي بويج ، ابنة أخت مارتن بويج مدير شركة بويج.